# دمي غز شمالي
دمي غز شمالي (بالفارسية: دمی‌گز شمالی) هي قرية تقع في قسم بردخون الريفي (مقاطعة دير) في إيران. يقدر عدد سكانها بـ 33 نسمة بحسب إحصاء 2016.